# 阿登布鲁克医院
阿登布魯克醫院（Addenbrooke's Hospital）是位於英國劍橋的世界知名教學醫院，與劍橋大學具有很強的隸屬關係。阿登布魯克醫院在劍橋生物醫學校區。該醫院是根據劍橋大學聖凱瑟琳學院的研究員，約翰·阿登布魯克醫生的遺囑捐獻4500英鎊而建於1766年的特蘭平頓街。 1976年，醫院在年底搬到了在城市南部邊緣的小山路（Hills Road）。舊有建築現是劍橋大學賈吉商學院。該醫院由劍橋大學醫院國民保健署信託基金會運行，並為指定的學術健康科學中心。